# Taiwans historie
Taiwan var først beboet af mennesker af ukendt oprindelse og derefter af austronesiske folk. I det 17. århundrede etablerede Nederlandene kolonien Hollandsk Formosa på øen, ligesom en strøm af hankinesere og hakkaer fra de kinesiske områder Fujian og Guangdong bosatte sig på Taiwan. Spanien havde i en kort periode en koloni i den nordlige ende af Taiwan, Spansk Formosa, men blev drevet ud af hollænderne i 1642. Efter Nederlandene opgav kolonien, blev store del af øen administreret først af Mingdynastiet og senere administreret af Qingdynastiet.
Det kinesiske navn for øen (臺灣, "Taiwan") stammer fra det taiwanesiske urfolks sprog. Siden det 16. århundrede er øen i vesten også blevet kaldt Formosa (fra portugisisk Ilha Formose, “smuk ø").
I 1662 besejrede Zheng Chenggong hollænderne og etablerede en base på øen. Zheng havde kæmpet for Mingdynastiet, der kollapsede i 1644. Zhengs styrker blev senere besejret af Qingdynastiet i 1683. Derefter blev Taiwan en stadig mere integreret del af Kina indtil Qingdynastiet i 1895 ved Freden i Shimonoseki afstod Taiwan og øen Penghu til Japan som følge af nederlaget i den 1. kinesisk-japanske krig. Taiwan kom herefter under japansk styre. Taiwan producerede ris og sukker, der blev eksporteret til Japan og var base for Japans kolonisering af Sydøstasien og Stillehavet under 2. verdenskrig. Det japanske undervisningssystem blev indført og mange taiwanere kæmpede på japansk side under krigen.
I 1945 som følge af afslutningen af 2. verdenskrig fik Republikken Kina ledet af Kuomintang kontrol over Taiwan. Da Republikken Kina i 1949 havde tabt borgerkrigen i Kina, valgte den at flytte det hele til Taiwan og Kuomintangs leder Chiang Kai-shek indførte undtagelsestilstand. Japan opgav formelt alle krav på Taiwans territorium i 1952 ved Traktaten i San Francisco. Kuomintang styrede Taiwan som en etparti-stat i 40 år, indtil demokratiske reformer blev indledt af Chiang Ching-kuo. Reformerne førte til Taiwans første direkte præsidentvalg i 1996. I 2000 blev Chan Shui-bian valgt som den første præsident, der ikke var fra Kuomintang. Han blev genvalgt i 2004. Ma Ying-jeou fra Kuomintang blev valgt til præsident i 2008 og genvalgt i 2012.